# Franz Binder (Holzindustrieller)
Franz Binder (* 10. Februar 1924; † 18. März 2013) war ein österreichischer Unternehmer und eine wichtige Persönlichkeit der österreichischen Holzindustrie.

## Werdegang

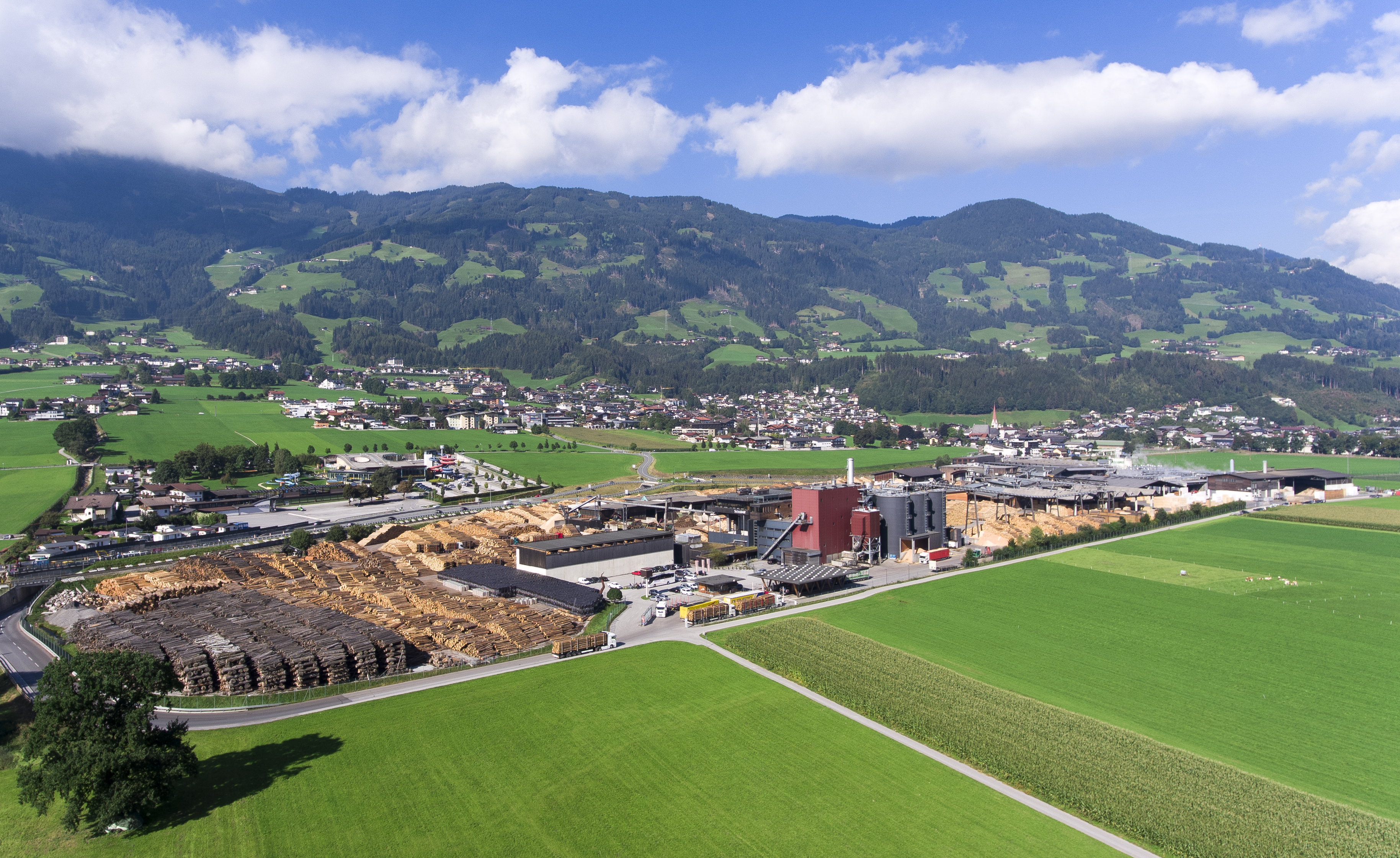
Standort Fügen im Zillertal, 2016

Binder begründete nach dem Schulbesuch und Teilnahme am Zweiten Weltkrieg sein Unternehmen im Jahre 1950. 1957 erwarb der Sohn eines Bergbauern ein Sägewerk in Fügen. In den 1960er Jahren stattete Binder das Sägewerk mit einer Hobelmaschine und Holztrocknung aus und begann so, in die Wertschöpfung der Firma zu investieren. Seine nachhaltige Betriebsführung wird hervorgehoben. 1979 wurden ihm bei einem Unfall durch einen Baumstamm beide Oberschenkel zerschmettert, was ihn zwang, die Geschäftsführung an seine Söhne zu übergeben. Im Jahre 1984 zerstörte ein Brand das Sägewerk in Fügen. Es wurde mit Hilfe der Brandversicherung wieder aufgebaut. 2020 ist die Binderholz eines der führenden Unternehmen der Holzindustrie in Europa. An zwölf Standorten, fünf in Österreich, fünf in Deutschland und zwei in Finnland werden Holzprodukte und Biobrennstoffe hergestellt und weltweit vertrieben.
Franz Binder trat in den 1950er und 1960er Jahren in Motorsport-Events an und gewann 1960 das 1. Internationale Flugplatzrennen Klagenfurt.
Da Binder sein erstes Sägewerk auf Kirchengrund erbaut hatte, wollte er der Kirche in seinem Ort etwas zurückgeben. Sein Sohn verwirklichte letztendlich diesen Wunsch mit der Errichtung des neuen Mesnerhauses in Zell am Ziller.
Binder war verheiratet und hatte drei Kinder, darunter den Rennfahrer Hans Binder. Er wurde in Zell am Ziller begraben.